# Juro Janosik
Juro Janosik je nezávislá videohra pro osobní počítače s Windows, Linux a macOS, která vyšla 25. října 2021. Jejím autorem je slovenský herní vývojář Peter Jurkovský tvořící pod značkou Black Deer Games. Jedná se o hru, která kombinuje prvky více herních žánrů. Sám autor ji označuje za „akční adventuru, která obsahuje puzzle mechaniky a RPG prvky“.
Příběh hry vychází z novověkého mýtu o Juraji Jánošíkovi. Hráč ve hře ovládá postavu představující Jánošíka. Jednotlivé úrovně představují hrady, které musí hráč dobýt. V průběhu hry bojuje se strážemi, překonává překážky a řeší logické úkoly.
Jurkovský na hře pracoval více než tři roky. Její vývoj podpořil slovenský Fond na podporu umenia, což Jurkovskému umožnilo věnovat se pouze tomuto projektu. Jedná se už o druhou hru téhož autora s totožnou tematikou. V roce 2019 vydal hru The Legend of Janosik určenou pro mobilní telefony.

## Přijetí
Recenzenti na hře oceňovali technické zpracování, a to jak po grafické, tak i po zvukové stránce. Slovenští recenzenti oceňovali přítomnost slovenského dabingu a zasazení děje hry do slovenského prostředí (včetně edukativního rozměru hry). V některých recenzích je zmiňováno necitlivé a těžkopádné ovládání, které může hráčům navodit pocit frustrace.
Čtenáři serveru Sector zvolili hru Juro Janosik nejlepší slovenskou hrou roku 2021. V témže roce hra získala ocenění nejlepší hra na online festivalu Gamescrunch. V roce 2022 získala cenu za nejlepší hru oborové konference Game Access.